# Gervas John Mwasikwabhila Nyaisonga
Gervas John Mwasikwabhila Nyaisonga (Bunda, 3 de novembro de 1966) é um ministro tanzaniano e arcebispo católico romano de Mbeya.

## História
Gervas John Mwasikwabhila Nyaisonga foi ordenado sacerdote em 11 de julho de 1996.
Papa Bento XVI nomeou-o Bispo de Dodoma em 9 de janeiro de 2011. O Arcebispo de Dar es Salaam, Cardeal Policarpo Pengo, o consagrou em 19 de março do mesmo ano; Os co-consagradores foram o Arcebispo de Mwanza, Jude Thadaeus Ruwa'ichi OFMCap, e Evaristo Marc Chengula IMC, Bispo de Mbeya.
Em 17 de fevereiro de 2014, o Papa Francisco o nomeou Bispo de Mpanda. 
Em 21 de dezembro de 2018, o Papa Francisco o nomeou o primeiro Arcebispo da Arquidiocese de Mbeya, que foi elevada a uma sede metropolitana na mesma data.
Desde novembro de 2021, ele é presidente da Conferência Episcopal da Tanzânia.